# 昌普島
昌普島（羅馬化：Champ）是俄羅斯的島嶼，屬於法蘭士約瑟夫地群島的一部分，位於索爾茲伯里島西南面，由阿爾漢格爾斯克州負責管轄，面積374平方公里，最高點海拔高度507米。
80°40′26″N 56°14′13″E / 80.6739°N 56.2369°E